# Oenothalia montivaga
Oenothalia montivaga là một loài bướm đêm trong họ Geometridae.